# Болдер-Флатс
Болдер-Флатс (англ. Boulder Flats, Wyoming) — статистически обособленная местность, расположенная в округе Фримонт (штат Вайоминг, США) с населением в 381 человек по статистическим данным переписи 2000 года.

## География
По данным Бюро переписи населения США, статистически обособленная местность Болдер-Флатс имеет общую площадь в 47,14 квадратных километров, водных ресурсов в черте населённого пункта не имеется.
Болдер-Флатс расположен на высоте 1703 метра над уровнем моря.

## Демография
По данным переписи населения 2000 года, в Болдер-Флатс проживал 381 человек, 93 семьи, насчитывалось 122 домашних хозяйства и 127 жилых домов. Средняя плотность населения составляла около 8,1 человек на один квадратный километр. Расовый состав Болдер-Флатс по данным переписи распределился следующим образом: 32,55 % — белых, 0,26 % — чёрных или афроамериканцев, 63,25 % — коренных американцев, 3,15 % — представителей смешанных рас, 0,79 % — других народностей. Испаноговорящие составили 2,36 % от всех жителей статистически обособленной местности.
Из 122 домашних хозяйств в 35,2 % — воспитывали детей в возрасте до 18 лет, 49,2 % представляли собой совместно проживающие супружеские пары, в 22,1 % семей женщины проживали без мужей, 23,0 % не имели семей. 18,9 % от общего числа семей на момент переписи жили самостоятельно, при этом 4,1 % составили одинокие пожилые люди в возрасте 65 лет и старше. Средний размер домашнего хозяйства составил 3,12 человек, а средний размер семьи — 3,59 человек.
Население статистически обособленной местности по возрастному диапазону по данным переписи 2000 года распределилось следующим образом: 35,7 % — жители младше 18 лет, 9,7 % — между 18 и 24 годами, 25,5 % — от 25 до 44 лет, 23,6 % — от 45 до 64 лет и 5,5 % — в возрасте 65 лет и старше. Средний возраст жителей составил 28 лет. На каждые 100 женщин в Болдер-Флатс приходилось 83,2 мужчин, при этом на каждые сто женщин 18 лет и старше приходилось 82,8 мужчин также старше 18 лет.
Средний доход на одно домашнее хозяйство в статистически обособленной местности составил 33 542 доллара США, а средний доход на одну семью — 34 519 долларов. При этом мужчины имели средний доход в 24 375 долларов США в год против 23 125 долларов среднегодового дохода у женщин. Доход на душу населения в статистически обособленной местности составил 13 888 долларов в год. 18,3 % от всего числа семей в округе и 23,0 % от всей численности населения находилось на момент переписи населения за чертой бедности, при этом 22,3 % из них были моложе 18 лет и 35,0 % — в возрасте 65 лет и старше.